# Voz ahuecada
La voz ahuecada o  voz hueca, llamada también voz de bostezo, es una cualidad vocal de la producción del habla caracterizada por la expansión vertical de la cavidad faríngea debido al descenso de la laringe. Se denomina ahuecada («faucalized», en inglés) por el estiramiento de las fauces y el estrechamiento visible de los «pilares fauciales» en la parte posterior de la cavidad oral. Durante la voz ahuecada, los lados de la faringe se expanden hacia afuera y la laringe desciende y se inclina hacia adelante. El término "voz de bostezo" se utiliza para comparar esta calidad de voz con el acto fisiológico de bostezar que produce un efecto parecido. Su opuesto es la voz áspera, una cualidad vocal que se produce cuando se contrae la faringe y se eleva la laringe. 

## Lenguas nilóticas
Esta ampliamente aceptado que el Bor, dialecto del dinka, dentro de las lenguas nilóticas posee sonidos ahuecados con significado propio.
No hay ningún símbolo para la voz ahuecada en el AFI estándar. Los diacríticos que se ven en los estudios incluyen el diacrítico linguolabial ( [a̼] ) [3] o el diacrítico de articulación fuerte ( [a͈] ) en las extensiones del Alfabeto Fonético Internacional. En VoQS (Sistema de símbolos para la cualidad de las voces), el símbolo de cualidad de voz para la voz ahuecada es Vꟸ, aunque normalmente solo se coloca en una V mayúscula para "voz". También se podría utilizar el asterisco, IFA para articulaciones que no tienen símbolos existentes: ⟨ ◌͙ ⟩.
La voz ahuecada no debe confundirse con la voz gutural, sonidos graves que se producen al tocar con la parte detrás del velo del paladar el dorso de la lengua, o aproximándose al velo creando una constricción dentro de la cual el aire que se espire transitará. Existen por lo menos dos tipos de constricción laríngea supraglotal que son usadas para obtener la voz gutural: la primera técnica se produce mediante la vibración de las cuerdas vocales y la segunda utilizando los pliegues ariepiglóticos.